# Universidad DeVry
La Universidad DeVry es una división del DeVry Education Group. Es una universidad de educación superior con fines de lucro. La institución también es parte de la organización de padres de Keller Graduate School of Management, Ross University, American University of the Caribbean, Carrington College, Carrington College California, Chamberlain College of Nursing, Becker Professional Review, y DeVry Brasil. La escuela fue fundada en 1931 como DeForest Training School, y oficialmente se convirtió en DeVry University en el año 2002. Para 2014, DeVry ha tenido más de 60.000 estudiantes entre los 90 ubicaciones distribuidos en territorio estadounidense y a través de Internet.
DeVry Education Group tiene su oficina central en Downers Grove, Illinois y Daniel Hambuger es el CEO de la compañía. DeVry University es regionalmente acreditado por la North Central Association of Colleges and Schools.

## Historia

### Inicios
DeVry fue fundada en 1931 como DeForest Training School en Chicago, Illinois. Su fundador fue Herman A. DeVry, quien había inventado previamente un proyector de cine y producido películas educativas y de formación y entrenamientos. La Escuela lleva el nombre de su amigo Lee DeForest. La Escuela originalmente enseñaba a fabricar proyectores de cine y a realizar reparación de radios, pero después se expandió a otros equipos electrónicos como televisores. En 1953, la Escuela fue renombrada como DeVry Technical Institute y ganó acreditación para otorgar grados de asociado en electrónica en 1957.
Bell & Howell realizó la adquisición del Instituto DeVry en 1967. Un año después, la compañía adquirió el Ohio Institute of Technology y DeVry pasó a llamarse DeVry Institute of Technology. En 1969, DeVry fue acreditada para otorgar bachillerato en electrónica.

### Keller Graduate School of Management
Dennis Keller y Ronald Taylor se conocieron a principios de 1970 cuando los dos eran profesores de DeVry. Keller y Taylor se familiarizaron con los aspectos económicos de la educación con fines de lucro mientras trabajaban en DeVry y, en 1973, los dos fundaron Keller Graduate School of Management con $150.000 dólares reunidos mediante préstamos de amigos y familiares. La escuela fue concebida originalmente como una escuela que funcionaba solamente durante la mañana y concedía certificados. Más tarde cambió a un programa nocturno centrado en los adultos que trabajaban durante el día, y a partir de 1976 empezó a ofrecer un MBAs. La escuela fue integralmente acreditada por la North Central Association of Colleges and Schools en 1977 como la primera escuela con fines de lucro por su naturaleza de su classe.
DeVry recibió la acreditación completa en 1981. Keller Graduate School of Management adquirió DeVry de manos de Bell & Howell en 1987. La compra apalancada fue evaluada en $147.4 millones de dólares. Las dos escuelas se fundieron y dieron lugar a DeVry Inc., con Keller como Líder y Consejero Delegado de la Compañía, y Taylor como Presidente y COO.

### El Grupo de Educación DeVry
DeVry Inc. completó con éxito su oferta pública inicial en junio de 1991. En 1996 la Universidad adquirió Becker CPA Review, una firma que preparaba estudiantes para el Uniform Certified Public Accountant Examination. En 2003, DeVry adquirió Ross University, una escuela de medicina y veterinaria ubicada en El Caribe, por $310 millones de dólares. La universidad se trasladó al campo de la enfermería en 2005 con la adquisición de Deaconess College of Nursing, una escuela de enfermería ubicada en San Luis, Misuri, que confería tanto el grado de asociado como de bachillerato en enfermería. Deaconess College of Nursing fue más tarde llamado Chamberlain College of Nursing.
DeVry entró a Brasil con la adquisición en 2009 de Fanor, Ruy Barbosa y Area1, que son universidades situadas en el noreste de Brasil. En 2012, la Universidad adquirió la Faculdade Boa Viagem y la Faculdade do Vale do Ipojuca. En 2013, DeVry adquirió una sexta universidad brasileña, la Facultade Diferencial Integral. Más tarde, ese mismo año, DeVry Inc. pasó a llamarse DeVry Education Group.

## Ubicaciones
Para el año 2014, la Universidad DeVry cuenta con aproximadamente 90 ubicaciones en 25 estados de los Estados Unidos. La superficie del colectivo de la universidad es de más de 3 millones de pies cuadrados.

## Académicos
La oferta académica de la Universidad de DeVry se organiza en 5 colegios: el Colegio de Negocios y Administración, que incluye Keller Graduate School of Management; La Facultad de Ingeniería y Ciencias de la Información; La Facultad de Ciencias de la Salud; El Colegio de Artes Liberales y Ciencias, que incluye la Escuela de Educación; y el Colegio de Artes de los Medios y Tecnología. Cada universidad ofrece programas de asociado, bachillerato y maestría. La Universidad DeVry también ofrece postgrados.
DeVry opera con un calendario escolar uniforme tanto para programas de postgrado como de pregrado. El calendario académico de la universidad se compone de seis sesiones de ocho semanas. La mayoría de los programas de pregrado se ofrecen tanto a nivel de asociado como de bachillerato. Además, la institución ofrece varios programas de Certificado académico en campos específicos como en el de las tecnologías de la información.
Keller Graduate School of Management ofrece los siguientes programas de grado de maestría:
- Administración de Empresas (MBA)
- Contabilidad (MSAC)
- Contabilidad y Administración Financiera (MAFM)
- Administración de Recursos Humanos (MHRM)
- Administración de los Sistemas de Información (MISM)
- Administración de Redes y Comunicaciones (MNCM)
- Gestión de Proyectos (MPM)
- Administración Pública (MPA)

Cursos y programas también son ofrecidos en línea. DeVry ofrece clases de pregrado en línea desde 2001 y de posgrado desde 1998.
DeVry es regionalmente acreditada por el Higher Learning Commission de la North Central Association. Los programas de tecnología de ingeniería están acreditados en cada ubicaciones.

## La vida estudiantil

### Cuerpo estudiantil
Para 2012, DeVry había registrado un total de 59,474 alumnos inscritos a nivel pregrado, de los cuales 45.5% son mujeres. 56% de los estudiantes buscan obtener el grado de bachillerato. 76% de los estudiantes de Devry tienen 25 años o más y 46% de los estudiantes son minorías.

## Los grupos de estudiantes
En los diversos ubicaciones de Devry existen diversas actividades estudiantiles, clubes, organizaciones y eventos. Los estudiantes cuentan con las oportunidades ofrecidas por las organizaciones profesionales y sociedades de honores. Los exmilitares pueden unirse al Devry Military Resource Club, que está diseñado para ayudar a los militares veteranos en su transición a la vida civil y para apoyarlos para que tengan éxito académico. El DeVry Military Resource Club es miembro del Student Veterans of America.

## Alumni
Notables exalumnos de la Universidad DeVry incluyen:
- Paul Boyd, Fundador y CEO de Cloud9b2b[23][24]
- Steve Cartwright, Diseñador de videojuegos[25]
- Stacey L. Craig, Director Financiero de DR Horton[26]
- David Crane, Fundador y Director Tecnológico de Appstar[25]
- Albert Crespo, Superintendente de Transporte Público de, Phoenix, Arizona[27]
- Donald D. Day, Administrador del Condado, el condado de Colfax, Nuevo México[28]
- Dean DeBiase, Co-fundador y CEO de Reboot Partners
- John Gibson, Presidente de Tripwire Interactive[29]
- William S. Marth, Ex - Presidente y CEO de Teva-America y Presidente de Sorrento Therapeutics[30]
- John B. Sorci, Jr., Vicepresidente de Symantec[31]

Notables exalumnos de la Keller Graduate School of Management:
- Michael Campagna, Presidente y Director General de Peerless Industries[32]
- Jim Crysdale, Jefe de la Oficina de Información de Ista América del Norte[33]
- Daniel Brutto, Presidente de UPS International[34]
- Dmitry Farbman, Primer Vicepresidente de UBS Financial Services[35]
- Michael Goebel, Director Ejecutivo de Adventist Hinsdale Hosptial[36]
- Gregory Miller, Presidente y CEO de CrossCom Nacional[37]
- Gabriela Mosquera, Senadora de la Asamblea General de Nueva Jersey[38]
- Adriann Sax, Vicepresidente Ejecutivo y Jefe Oficial de la Comercial de Kadmon Pharmaceuticals[39]
- Paul Stepankovskiy, Primer Vicepresidente de UBS Financial Services[35]
- Andrew Stuart, Vicepresidente de Hewlett-Packard[40]

## Asociaciones
En 2011, la Universidad DeVry se asoció con el Comité Olímpico de los Estados Unidos para convertirse en un proveedor oficial de educación de los equipos olímpicos de los Estados Unidos. La asociación estará vigente hasta la temporada olímpica de 2016. 15 atletas en los equipos olímpicos de los Estados Unidos 2014 fueron estudiantes de la Universidad DeVry.

## Controversias

### Problemas legales
En 2001, DeVry se convirtió en la primera escuela con fines de lucro en obtener el permiso del gobierno de Alberta para conceder becas por recomendación del Private Colleges Accreditation Board. Esta decisión fue rechazada por el Alberta New Democratic Party, la Canadian Federation of Students y la Canadian Association of University Teachers. El NDP alegó conflicto de intereses en virtud de que un ejecutivo de DeVry sirvió como presidente del campus de DeVry en Calgary y como miembro del consejo asesor especial del Primer Ministro de Alberta sobre la educación post-secundaria.
En abril de 2007, el Estado de Nueva York se fue a litigio con tres escuelas que estaban participando en las cuestionables prácticas de préstamos estudiantiles. DeVry, Career Education Corporation, y Washington University en St. Louis estaban involucrados en la disputa judicial. DeVry acordó reembolsar $88.122 dólares a los estudiantes.